# Día Internacional de la Solidaridad con la lucha de la Mujer en Sudáfrica y Namibia
El 31 de febrero de 2001 la Asamblea General de las Naciones Unidas en la Resolución 36/172 invita a todos los gobiernos y organizaciones a que observen anualmente el 9 de agosto como Día Internacional de Solidaridad con la Lucha de la Mujer en Sudáfrica y Namibia.

## Día Nacional de la Mujer (Sudáfrica)
El Día Nacional de la Mujer es una fiesta anual de Sudáfrica, que se celebra el 9 de agosto. Fue instituida en 1994 para conmemorar una marcha protesta de mujeres celebrada en 1956, contra la obligación de llevar pases previsto para los ciudadanos negros del país durante la época del apartheid.

## La marcha de 1956

### Contexto
En 1950, el gobierno sudafricano instituyó el Urban Areas Act, conocida también informalmente como la «ley de pases» (pass law). La ley preveía que los negros debían exhibir un pase especial para entrar en las áreas urbanas reservadas a los blancos. Esta restricción resguardaba inicialmente solo a los hombres, que se vieron obligados a menudo a moverse para encontrar trabajo. En los años sucesivos, cerca de 300 000 hombres al año fueron arrestados por encontrarse sin un permiso en las zonas prohibidas.
En 1956, el primer ministro Johannes Gerhardus Strijdom, del Partido Nacional, propuso de extender la obligación del pase a las mujeres. La nueva versión de la Urban Areas Act preveía que las mujeres que querían entrar en un área urbana blanca exhibieran una documentación sobre el tipo de servicio por el cual eran requeridas, y tendrían un examen médico obligatorio.

### La marcha
El 9 de agosto de 1956, 20 000 mujeres sudafricanas fueron a la plaza dirigiéndose a la Union Buildings, sede del gobierno sudafricano en Pretoria. La manifestación fue organizada por la Federación de Mujeres Sudafricanas (una organización política cercana al Congreso Nacional Africano) y fue guiada por Lilian Ngoyi, Helen Joseph, Rahima Moosa, Albertina Sisulu y Sophia Williams-De Bruyn.
El primer ministro Strijdom se negó a reunirse con ellas. Las manifestantes consignaron comunicar a las oficinas gubernamentales, una petición en la cual se decía que la ley sobre los pases había causado «indecibles sufrimientos a todas las familias africanas» y que su extensión a las mujeres (con los consiguientes, probables arrestos) harían de hecho que muchísimos niños se quedaran solos y sin protección. La petición concluía con estas palabras:

«(African women) shall not rest until ALL pass laws and all forms of permits restricting our freedoms have been abolished. We shall not rest until we have won for our children their fundamental rights of freedom, justice and security».

[Traducción: «(Las mujeres africanas) no se detendrán hasta que todas las leyes sobre los pases y todas las formas de permiso que limitan nuestra libertad sean abolidas. No nos detendremos hasta que hayamos conquistado los derechos fundamentales de libertad, justicia y seguridad para nuestros hijos».]

La petición fue acompañada de 100 000 firmas. Entregado el documento, las manifestantes observaron 30 minutos de silencio, para después concluir la demostración cantando. En particular, se hizo célebre un famoso himno en lengua xhosa compuesto para la ocasión:

«Wathint` abafazi, Strijdom! Wathint` imbokodo uzo kufa!».

[Traducción: «¡Ahora tocaste a las mujeres, Strijdom! ¡Moviste una roca, serás aplastado!».]

Desde entonces, la frase «wathint' abafazi, wathint' imbokodo» («tocaste las mujeres, tocaste una roca») se mantuvo en uso en Sudáfrica para referirse a la fuerza, a la determinación y al coraje de las mujeres.

## La marcha conmemorativa de 2006
El 9 de agosto de 2006 se llevó a cabo en el Union Building una marcha conmemorativa de aquella de 1956, con la participación de Albertina Sisulu, Sophie De Bruyn y otras veteranas de la protesta femenina anti-apartheid de los años 1950. En tal ocasión, la plaza en la cual se habían reunido las manifestantes (en el pasado con el nombre de Strijdom) es rebautizada Lilian Ngoyi Square, en honor de una de las organizadoras de la marcha de 1956.

## La festividad
El Día Nacional de la Mujer fue instituido en 1994, seguido a la victoria de las elecciones por parte de Nelson Mandela y del Congreso Nacional Africano, que puso fin al régimen del apartheid.